# Porsche Tennis Grand Prix 2017
Porsche Tennis Grand Prix 2017 — жіночий тенісний турнір, що проходив на закритих ґрунтових кортах. Це був 40-й за ліком Porsche Tennis Grand Prix. Належав до категорії Premier у рамках Туру WTA 2017. Відбувся на Porsche Arena в Штутгарті (Німеччина). Тривав з 24 до 30 квітня 2017 року.
Окрім грошової винагороди переможниця в одиночному розряді отримала спортивну автівку Porsche 911 Carrera GTS Cabriolet.
На цьому турнірі Марія Шарапова вдруге повернулась до професійних виступів після 15-місячної дискваліфікації через вживання мальдонію на Відкритому чемпіонаті Австралії з тенісу 2016.

## Призові очки і гроші

### Розподіл очок
| Дисципліна       | П   | Ф   | ПФ  | ЧФ  | 1/8 | 1/16 | Q   | Q3  | Q2  | Q1  |
| Одиночний розряд | 470 | 305 | 185 | 100 | 55  | 1    | 25  | 18  | 13  | 1   |
| Парний розряд    | 470 | 305 | 185 | 100 | 1   | Н/Д  | Н/Д | Н/Д | Н/Д | Н/Д |

### Розподіл призових грошей
| Дисципліна       | П        | Ф       | ПФ      | ЧФ      | 1/8    | 1/16   | Q3     | Q2     | Q1   |
| Одиночний розряд | €107,036 | €57,157 | €30,536 | €16,411 | €8,798 | €5,585 | €2,508 | €1,333 | €742 |
| Парний розряд *  | €33,482  | €17,885 | €9,774  | €4,974  | €2,702 | Н/Д    | Н/Д    | Н/Д    | Н/Д  |

* на пару

## Учасниці основної сітки в одиночному розряді

### Сіяні
| Країна          |                    | Рейтинг1 | Сіяна |
| --------------- | ------------------ | -------- | ----- |
| Німеччина       | Анджелік Кербер    | 1        | 1     |
| Чехія           | Кароліна Плішкова  | 3        | 2     |
| Словаччина      | Домініка Цібулкова | 4        | 3     |
| Румунія         | Сімона Халеп       | 5        | 4     |
| Іспанія         | Гарбінє Мугуруса   | 6        | 5     |
| Велика Британія | Джоанна Конта      | 7        | 6     |
| Польща          | Агнешка Радванська | 8        | 7     |
| Росія           | Світлана Кузнецова | 9        | 8     |

- 1 Рейтинг подано станом на 17 квітня 2017.

### Інші учасниці
Нижче наведено учасниць, що отримали вайлдкард на участь в основній сітці:
- Джоанна Конта
- Марія Шарапова[2]
- Лаура Зігемунд

Нижче наведено гравчинь, які пробились в основну сітку через стадію кваліфікації:
- Наомі Осака
- Олена Остапенко
- Тамара Корпач
- Анетт Контавейт

Як щасливий лузер в основну сітку потрапили такі гравчині:
- Дженніфер Брейді

### Знялись з турніру
До початку турніру
- Домініка Цібулкова →її замінила  Дженніфер Брейді
- Каролін Гарсія →її замінила  Ч Шуай
- Медісон Кіз →її замінила  Дарія Касаткіна

## Учасниці основної сітки в парному розряді

### Сіяні
| Країна    | Гравчиня             | Країна   | Гравчиня                   | Рейтинг1 | Сіяна |
| --------- | -------------------- | -------- | -------------------------- | -------- | ----- |
| США       | Абігейл Спірс        | Словенія | Катарина Среботнік         | 42       | 1     |
| Словенія  | Андрея Клепач        | Іспанія  | Марія Хосе Мартінес Санчес | 60       | 2     |
| США       | Ракель Атаво         | Латвія   | Олена Остапенко            | 69       | 3     |
| Німеччина | Анна-Лена Гренефельд | Чехія    | Квета Пешке                | 69       | 4     |

- 1 Рейтинг подано станом на 17 квітня 2017.

### Інші учасниці
Пара, що отримала вайлдкард на участь в основній сітці:
- Анніка Бек /  Анна Цая

## Переможниці

### Одиночний розряд
- Лаура Зігемунд —  Крістіна Младенович, 6–1, 2–6, 7–6(7–5)

### Парний розряд
- Ракель Атаво /  Олена Остапенко —  Абігейл Спірс /  Катарина Среботнік, 6-4, 6–4